# Јапанска јабука
Јапанска јабука (лат. Diospyros kaki) је дрвенаста биљка из породице Ebenaceae, позната у свету и под именом каки јабука или само каки. Каки јабука може расти као више дрвећа израслих из истог корена или као само једно дрво и може достићи висину од 7,5 метара. Најбоље расте у пределима које имају умерено хладне зиме и не превише топла лета.

## Порекло
Јапанска јабука води порекло из Јапана, где се могу наћи стабла ове биљке у старости и до пет векова. У Европи се појављује средином 19. века, а у Јужној Америци се култивише тек од краја 19. века.

## Плод
Током сваког годишњег доба ово дрво рађа, што зависи од врсте, као и плодови, који могу бити у облику обичне јабуке, срца, пљоснатији или дугуљасти. Такође постоје и велике разлике у величини и тежини плода каки јапанске јабуке — од пар стотина грама до скоро килограм. Боја јапанске каки јабуке такође иде од светложуто-наранџасте до тамно наранџасто-црвене боје. Цео плод је јестив, изузев чашице цвета и семена. Свој потпуни облик, арому и боју досеже тек при крају вегетативне сезоне биљке, средином јесени. Плод има специфичну осетљивост на промене температуре и мрзне на температурама испод -15 °C. Висока концентрација танина у незрелим плодовима пружа горак укус, а у комбинацији са довољном количином каротеноида у плоду делује као јак антиоксиданс.

## Медицински аспект
Јапанска јабука обилује флавоноидима, а нарочито кверцетином сто је чини пожељном намирницом у лечењу кардиоваскуларних обољења. Источна традиционална медицина користи управо каки јабуку као помоћ у лечењу упале црева, хемороида, болести желуца и јетре. Један плод јапанске јабуке садржи 12.6 mg витамина Ц, што чини 21% препорученог дневног уноса овог витамина., такође плод јапанске јабуке има и доста влакана и тако снижава ниво холестерола у крви и учествује у регулисању варења.